# Frederick Ballard Williams
Pour les articles homonymes, voir Williams.
Frederick Ballard Williams, né le 21 octobre 1871 dans le quartier de Brooklyn à New York dans l'état de New York et décédé le 11 décembre 1956 à Glen Ridge dans l'état du New Jersey aux États-Unis, est un peintre américain, connu pour ces peintures de paysage de la Nouvelle-Angleterre et pour ces scènes romantiques d'activités en plein air.

## Biographie
Frederick Ballard Williams naît dans le quartier de Brooklyn à New York en 1871. Il suit les cours des écoles publiques de Bloomfield et de Montclair dans le New Jersey, avant d'étudier à l'Union Cooper, à la New York Institute of Artists and Artisans et à l'Académie américaine des beaux-arts auprès du peintre Charles Yardley Turner (en). Il bénéficie également de cours privés donné par le peintre John Ward Stimson. Il voyage ensuite brièvement en Angleterre et en France, avant de rentrer aux  États-Unis et de s'installer à Glen Ridge dans le New Jersey.
En 1901, il expose pour la première fois à l'académie américaine des beaux-arts et obtient une médaille de bronze lors de l'exposition Pan-américaine de Buffalo. Il compose alors des peintures de paysage de la Nouvelle-Angleterre et des scènes d'activités en plein air ou s’épanouissent des femmes élégamment vêtues, dans le style des fêtes galantes du peintre Antoine Watteau. En 1910, il réalise une excursion avec les peintres Thomas Moran, Elliott Daingerfield (en), Douglas Ewell Parshall et Edward Henry Potthast afin d'observer le Grand Canyon et la région de l'Arizona et de la Californie.
Entre 1914 et 1919, il est le président du Salmagundi Club. En 1928, il fonde la American Artists Professional League (en). Dans les années 1930, il peint dans la région de l'Ouest de la Caroline du Nord (en), avec la chaîne des montagnes Appalaches en toile de fond.
Ces œuvres sont notamment visibles ou conservées au Smithsonian American Art Museum de Washington, au Metropolitan Museum of Art de New York, au musée d'Art du comté de Los Angeles, au Milwaukee Art Museum de Milwaukee, au Montclair Art Museum (en) de Montclair, à l'Hickory Museum of Art (en) d'Hickory et au musée d'Art d'Indianapolis.